# Мемфіс (Небраска)
Мемфіс (англ. Memphis) — селище (англ. village) в США, в окрузі Сондрес штату Небраска. Населення — 109 осіб (2020).

## Географія
Мемфіс розташований за координатами 41°5′40″ пн. ш. 96°25′59″ зх. д. / 41.09444° пн. ш. 96.43306° зх. д. (41.094564, -96.433137).  За даними Бюро перепису населення США в 2010 році селище мало площу 0,23 км², уся площа — суходіл.

## Демографія
Згідно з переписом 2010 року, у селищі мешкало 114 осіб у 47 домогосподарствах у складі 33 родин. Густота населення становила 506 осіб/км².  Було 54 помешкання (240/км²).
Расовий склад населення:
| - 100,0 % — білих |

До двох чи більше рас належало 0,0 %. Частка іспаномовних становила 4,4 % від усіх жителів.
За віковим діапазоном населення розподілялося таким чином: 25,4 % — особи молодші 18 років, 62,3 % — особи у віці 18—64 років, 12,3 % — особи у віці 65 років та старші. Медіана віку мешканця становила 38,8 року. На 100 осіб жіночої статі у селищі припадало 103,6 чоловіків;  на 100 жінок у віці від 18 років та старших — 123,7 чоловіків також старших 18 років.
Середній дохід на одне домашнє господарство  становив 80 769 доларів США (медіана — 52 500), а середній дохід на одну сім'ю — 95 223 долари (медіана — 62 500). За межею бідності перебувало 5,4 % осіб, у тому числі 0,0 % дітей у віці до 18 років та 0,0 % осіб у віці 65 років та старших.
Цивільне працевлаштоване населення становило 53 особи. Основні галузі зайнятості: освіта, охорона здоров'я та соціальна допомога — 20,8 %, роздрібна торгівля — 17,0 %, мистецтво, розваги та відпочинок — 17,0 %.